# Distrito de Kuga
El distrito de Kuga (玖珂郡 Kuga-gun?) es un distrito localizado en la prefectura de Yamaguchi, Japón. Según el censo de 2020, tiene una población de 6.036 habitantes. Su área total es de 10,58 km².

## Localidades
- Waki